# Língua atong
Atong ou Atong khu’chuk é uma língua Sino-Tibetana relacionada com as línguas Koch [en], Rabha, Bodo e, principalmente, Garo. A língua é falada nos distritos de South Garo Hills e West Khasi Hills no estado de Meghalaya, no nordeste da Índia, no distrito de Kamrup em Assam e áreas adjacentes em Bangladesh.
A ortografia "Atong" é baseada na maneira como os próprios falantes pronunciam o nome de sua língua, embora ela também já tenha sido escrita como A.tong, A'tong ou A•tong. Não há glotal oclusiva no nome e não é uma língua tonal.
O número de falantes nunca foi determinado com precisão, mas se estima 15000 falantes. Portanto, o Atong está em risco de extinção de acordo com a Etnologue. Diversos fatores podem ser responsáveis, como a predominância do Garo sobre outros dialetos, ou o fato de que Atong é passado de pais para filhos, sem ser ensinado em escolas.

## Etimologia
O nome Atong khu'chuk é ligado ao etnônimo do povo Koch, que vive na mesma região que os Atongs. Contudo, a maioria dos Atongs e Koch se consideram povos distintos. A etimologia do nome Atong é desconhecida. Existe uma expressão interrogativa com a mesma pronúncia (atɔŋ), mas nenhuma ligação clara.

## Falantes
Não há estimativa atual do número de falantes disponíveis; de acordo com o Levantamento Linguístico da Índia, foi falado por aproximadamente 15 mil pessoas nos anos 20.  Como os Atong se consideram, e são considerados pelos Garos como uma sub-tribo dos Garos; eles não são contados como uma comunidade étnica ou linguística separada pelo governo indiano.
Quase todos os falantes Atong também sabem falar Garo, em maior ou menor grau. Garo é vista como uma língua de mais prestígio, até porque há uma tradução da Bíblia em Garo, mas não em Atong, mesmo a maioria dos falantes de Atong sendo cristãos. O Garo também é a língua da educação nas escolas da área de língua de Atong, embora algumas escolas ofereçam educação em inglês.
Uma gramática de referência da língua foi publicada por Seino van Breugel. Um dicionário Atong–Inglês e um livro de histórias em Atong do mesmo author foram publicadas e estão disponíveis no Tura Book Room.

## Distribuição
Na Índia, Atong é considerado um dialeto de Garo. A palavra "dialeto" tem que ser entendida em um sentido político aqui, como uma forma de discurso sem status oficial. As pessoas Atong são membros as Tribos Agendadas Garo. Essa nomenclatura vem do sistema de castas sociais indiano. A casta ocupada pelo povo Atong corresponde aos Dalit, também chamados de intocáveis. Os Atong não são reconhecidos pelo governo indiano, sendo vistos apenas como parte da população Garo, por isso não temos um censo da população Atong.
Embora alguns textos se refiram ao Atong como um dialeto do Garo padrão, dentro da disciplina acadêmica de Linguística, são duas línguas diferentes, porque eles têm diferentes fonologias vocabulário e gramática. Na linguística, um dos outros critérios usados para determinar que duas variedades de fala são línguas diferentes ou não é a inteligibilidade mútua. Resumidamente, se duas pessoas não conseguem entender a forma de falar uma da outra, elas são línguas diferentes. A maioria dos Atong entende Garo, não porque são a mesma língua, mas porque a maioria dos Atong é bilíngue e falante de Garo. Portanto, não há inteligibilidade mútua.

### Dialetos e Línguas relacionadas
O Atong tem alguns dialetos, mas não tem muitos registros deles. No entanto, a língua tem relações com alguns dialetos de Garo, como A•we e Am•beng.
| Português | Atong     | A•we    | Am•beng | Garo padrão      |
| --------- | --------- | ------- | ------- | ---------------- |
| mãe       | ɟaoʔgǝpa  | maʔgɨpa | maʔgɨpa | magipa           |
| pai       | waʔgǝpa   | pʰagɨpa | pʰagɨpa | pagipa           |
| esposa    | gawigǝpa  | ɟɨk     | ɟɨk     | jik, jikgipa     |
| marido    | bipʰagǝpa | se      | se      | se, segipa       |
| avô       | atchu     | atchu   | atchu   | atchu, atchutang |
| avó       | abu       | abo     | abo     | ambi, ambitang   |
| umbigo    | ganduri   | gandɨl  | ganduri | ganduri, gandil  |
| gato      | baira     | meŋgo   | meŋgu   | menggo           |
| cabra     | purun     | duʔbok  | duʔbok  | do'bok           |

### Distribuição geográfica

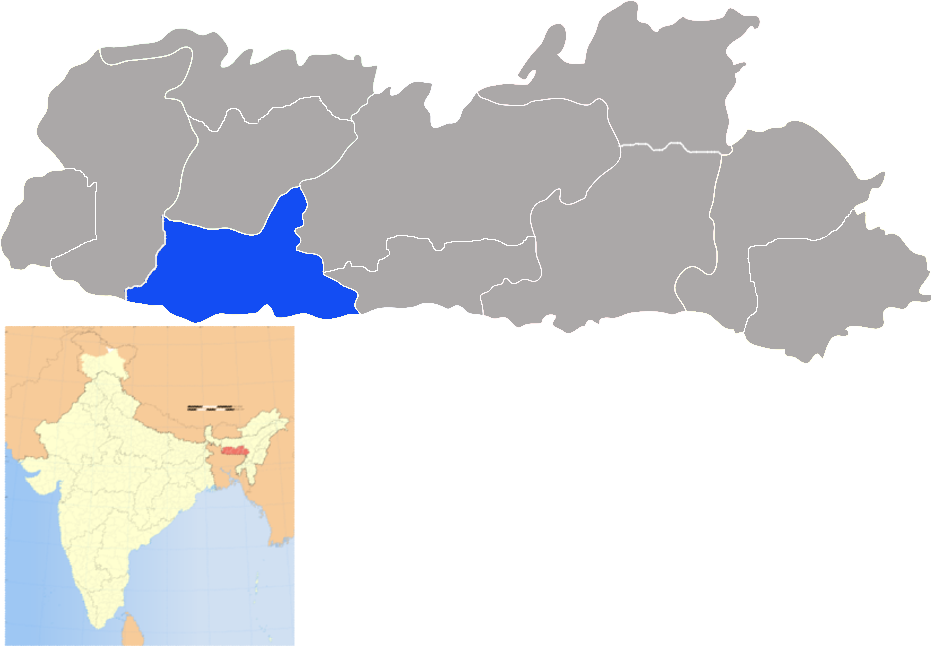
Mapa de Meghalaya. Área em destaque: South Garo Hills

Os Atong são um povo indiano que se concentra no distrito de South Garo Hills (área em azul no mapa), Meghalaya. Diversos outros povos são vizinhos dos Atong, então o contato com outras culturas é cotidiano. Para falantes de Atong, Garo, Bengali, Punjabi e Nepali, code switching (trocar de código linguístico) ocorre constantemente, já que a maioria da população é bilíngue.
Existem algumas aldeias Atong no distrito de West Khasi Hills, mas não há fontes confiáveis de suas localizações e não se sabe se essas comunidades ainda falam Atong, já que a influência do Garo é muito forte.
Muitos Atongs emigraram para buscar trabalho ou educação. A maioria destes foi para Tura, a capital de Garo Hills. Estima-se que algumas centenas de Atongs foram para lá, e a maioria continua falando Atong para manter contato com seus familiares. No entanto, não a falam em público. A língua social é Garo, enquanto o Atong é para ser falando em casa, quando não há falantes de Garo por perto.

## Fonologia

### Consoantes
O Atong tem 21 consoantes. Os fonemas são apresentados em IPA (Alfabeto Fonético Internacional) na tabela abaixo:
|                     | Labial | Labiovelar | Alveolar | Alvéolo-palatal | Palatal | Velar  | Glotal |
| ------------------- | ------ | ---------- | -------- | --------------- | ------- | ------ | ------ |
| Nasal               | m      |            | n        |                 |         | ŋ      |        |
| Oclusiva            | p pʰ b |            | t tʰ d   |                 |         | k kʰ g | ʔ      |
| Fricativa           |        |            | s ʰ      |                 | ɕ       |        | h      |
| Aproximante         |        | w          |          |                 | j       |        |        |
| Africada            |        |            |          | t͡ɕ d͡ʑ           |         |        |        |
| Vibrante múltipla   |        |            | r        |                 |         |        |        |
| Aproximante lateral |        |            | l        |                 |         |        |        |

#### Consoantes aspiradas
Os fonemas consoantes  / sʰ ~ s / têm pronúncias aspiradas e não-aspiradas. O alofone aspirado  [sʰ], ocorre no início de uma sílaba, enquanto o  [s] não-aspirado pode ocorrer em ambas, mas ocorre predominantemente no final de uma sílaba. Ambos os fonemas são escritos com a letra ⟨ s⟩.

### Vogais
O Atong tem 10 fonemas vocálicos, representados na tabela abaixo:
|             | Anterior | Anterior | Central | Central | Posterior | Posterior |
| curta       | longa    | curta    | longa   | curta   | longa     |           |
| ----------- | -------- | -------- | ------- | ------- | --------- | --------- |
| Fechada     | i        | iː       |         |         | u         |           |
| Semifechada | e        | eː       |         |         | o         | oː        |
| Média       |          |          | ə       |         |           |           |
| Aberta      | a        | aː       |         |         |           |           |

#### Vogais emprestadas
Atong tem seis vogais que valem para todas as palavras (/i, e, a, o, u, ə/) e mais quatro vogais encontradas exclusivamente em palavras emprestadas de outras línguas (/eː, eː, oː, aː/). Nem todas as palavras emprestadas tem essas vogais, mas elas nunca aparecem em palavras nativas. A maioria das palavras emprestadas vem do Inglês e línguas indianas. A tabela abaixo apresenta alguns exemplos.
| Atong     | Português              |
| --------- | ---------------------- |
| tiin baji | 'três horas (horário)' |
| aat baji  | 'oito horas (horário)' |
| reel      | 'trilhos, trem'        |
| mat       | 'animal selvagem'      |

#### Semivogais
Existem duas semivogais em Atong: os fonemas consonantais /w/ e /y/, escritos como w e i. O sistema de escrita usa a letra "i" desta forma porque as letras "j" e "y" são usadas para representar outros fonemas.  A semivogal /w/ ocorre no início ou final de uma sílaba, como em wa ('bambu') e tawʔ ('galinha, pássaro'). O fonema /y/ ocorre somente no final de uma sílaba, como em tǝy (água).

### Fonotática
A estrutura de sílaba canônica de Atong é (C) V (C), onde C significa qualquer consoante e V para qualquer vogal. Esta estrutura pode ser obtida se palavras como  mai  'arroz',  askui  'estrela' e  chokhoi  'cesta de pesca' são analisadas como tendo uma vogal e uma semivogal . Na escrita fonética, as palavras ficariam assim: / maj /, / askuj /, cokhoj /.

#### Ditongos
Não há ditongos em Atong. Existem palavras que são escritas com dois grafemas ou vogais adjacentes, mas estes representam semivogais.

## Ortografia
Não existe uma escrita padrão para o Atong, pois documentos são escritos em Garo. Os registros escritos de Atong são predominantemente informais. A maioria dos acadêmicos que estudam a língua não tentaram padronizá-la, porque as variações na escrita permitem representar todos os diferentes dialetos e formas de falar do Atong.
A língua pode ser escrita como alfabeto bengali (Abugida) ou com o alfabeto latino, no caso sem as letras F, Q, V, X, Z. O sistema de escrita no alfabeto latino mostrado abaixo foi registrada por Seino van Breugel.
| pʰ | ph     | ভ | m      | m  | ম  | i  | i  | ই ি   |
| tʰ | th     | থ | n      | n  | ন  | e  | e  | এ ে   |
| kʰ | kh     | খ | ŋ      | ng | ঙ ং | a  | a  | আ া   |
| p  | p      | প | r      | r  | র  | o  | o  | ও ো   |
| t  | t      | ত | l      | l  | ল  | u  | u  | উ ু   |
| k  | k      | ক | sʰ ~ s | s  | স  | ə  | y  | এঃ েঃ   |
| b  | b      | ব | tɕ     | ch | চ  | iː | ii | ঈ ী   |
| d  | d      | দ | dʑ     | j  | জ  | eː | ee | এঽ েঽ |
| ɡ  | g      | গ | h      | h  | হ  | oː | oo | ওঽ োঽ |
| w  | w      | ৱ | j      | i  | য়  | aː | aa | আঽ াঽ |
| ʔ  | • ou ' | ' |        |    |    |    |    |      |

Embora as vogais emprestadas sejam representadas com dois grafemas vocálicos, eles representam um fonema só. Essa grafia se deve à pronúncia do fonema, pois as vogais emprestadas são alongadas.
A oclusiva glotal pode ser representada de mais de uma maneira, mas o mais típico é usar o apóstrofo (') por ser de fácil acesso em qualquer computador ou máquina de escrever.

## Gramática

### Pronomes

#### Pronomes pessoais
Os pronomes pessoais no Atong são uma classe fechada. A tabela a seguir exibe todos eles:
|            | Atong                            | Português            |
| 1a PS      | ang ~ anga                       | Eu                   |
| 2a PS      | nang' ~ na'a                     | Tu                   |
| 3a PS      | ge'theng ~ de'theng              | Ele/Ela              |
| 1a PPI*    | na'nang                          | Nós (incluindo você) |
| 1a PPE*    | ning ~ ninga                     | Nós (excluindo você) |
| 2a PP      | nang'-tym                        | Vós                  |
| 3a PP      | ge'thengtheng, itym, utym ~ ytym | Eles/Elas            |
| 'Si mesmo' | phalthang                        | Si mesmo             |

Em alguns casos, como na terceira pessoa do singular, existe mais de um pronome possível. Ainda não há qualquer estudo que mostre uma diferença entre seus usos. Até onde se sabe, eles são permutáveis. O mesmo vale para a terceira pessoa do plural.

### Substantivos
Substantivos em Atong são uma classe aberta. Existem 8 subclasses para os substantivos am Atong: substantivos comuns, substantivos que denotam nomes próprios e pessoas, substantivos de parentesco e relações humanas, substantivos que denotam lugares, substantivos de massa, substantivos sensíveis a gênero, auto-classificadores e substantivos de medida.

#### Substantivos comuns
Essa subclasse existe para acolher todos os substantivos que não se encaixam em nenhuma das outras categorias. Substantivos dessa subclasse, em sua maioria, expressão ideias relacionadas a: conceitos abstratos, atividades humanas, animais, partes do corpo de animais e humanos, doenças, comida, plantas, fenômenos naturais, quantidades, qualidades e formas.

#### Substantivos que denotam nomes próprios, pessoas, parentesco e relações humanas
Esses substantivos são agrupados porque, mesmo tendo diferenças, são os únicos que podem ter o sufixo -para, que indica pluralidade ou compania. São duas subclasses diferentes, mas possuem tantas semelhanças que não é nexessário tratá-las separadamente neste verbete.
O sufixo -para só pode ser usado com substantivos dentando animais em histórias onde os animais agem e pensam como humanos.
- anga letitparamyng nokchi sa'ni. 'Eu vou comer na casa de Latith e compania,'
- nang' baiupara ca'masang na' punna re'engwa. 'Seu amigo e sua compania foram para o rio para pescar.'

Essa subclasse é a mais aberta de todas, porque novos nomes estão sempre sendo criados. Nomes são muito importantes para a cultura Atong. Eles podem variar de comprimento, tendo geralmente entre duas e cinco sílabas. Não existem muitas regras com nomes próprios, podem ter significados simbólicos ou sílabas aleatórias que soam bem juntas. A única restrição é não sair dos fonemas da língua. A escolha de um nome é um processo complexo, alguns bebês só recebem seus nomes semanas após seu nascimento.

#### Substantivos que denotam lugares
Essa subclasse de substantivos se difere das outras por não precisa usar o enclítico =sang para exercer a função de adjunto verbal ou nominal.
- nygyl re'engwa. 'Fui ao mercado'
- hanep bakmara re'engni. 'Amanhã iremos para Baghmara.

#### Substantivos de massa
Substantivos de massa se diferenciam de outros substantivos por serem quantificados somente por substntivos de medida. O enclítico plural -dyrang pode ser atribuído a eles e pode indicar dois tipos de plural: mais de uma unidade (como no primeiro exemplo) ou uma grande quantidade (como no segundo exemplo). Isso depende do substantivo em si.
- wal'dyrangaw nukca imi. 'Não vemos as fogueiras daqui.' (Lit. 'Não vemos os fogos (fogo plural) daqui.')
- ang ie maidyrangaw sa'cawa. 'Eu não vou comer tanto arroz.'

#### Substantivos sensíveis a gênero
Na língua Atong, poucas palavras variam em gênero e todas que variam são palavras vindas do Hindi. Todos os substantivos sensíveis a gênero estão na tabela abaixo.
| Feminino | Feminino          | Masculino | Masculino        |
| Atong    | Português         | Atong     | Português        |
| -------- | ----------------- | --------- | ---------------- |
| bobi     | mulher louca      | boba      | homem louco      |
| rani     | rainha            | raja      | rei              |
| harari   | mulher preguiçosa | harata    | homem preguiçoso |

A forma feminina sempre termina em -i e a forma masculina em -a.

#### Auto-classificadores
Auto-classificadores são substantivos que não precisam de classificadores para serem quantificados. Substantivos relacionados a tempo e alguns outros caem nessa categoria. No exemplo a seguir, a palavra em negrito é a palavra 'dia', que não necessita classificador.
- range san chibyri wawano. 'Dizem que choveu por 14 dias.' (Lit. 'Dizem que a chuva choveu por 14 dias.')

#### Substantivos de medida
Substantivos de medida podem ser usados como substantivos ou classificadores. Esses substantivos expressam um objeto e seu volume, como a palavra 'xícara' em português, que pode ser usada para expressar o objeto ou a medida. As mais usadas em Atong são:
| Substantivo | Significado                         |
| ----------- | ----------------------------------- |
| khap        | 'um copo ou seu volume'             |
| gylas       | 'um recipiente ou seu volume'       |
| pawai       | 'uma tigela de curry ou seu volume' |
| thali       | 'um prato ou seu volume'            |
| botyl       | 'uma garrafa ou seu volume'         |

A palavra gylas vem da palavra inglesa 'glass', e não tem uma tradução literal absoluta para o português. As palavras khap e botyl também são palavras emprestadas do inglês. thali é emprestada do Hindi.
Qualquer substantivo que indica um recipiente é considerada substantivo de medida.
Quando essas palavras são usados como substantivos, elas recebem seus próprios classificadores. Os exemplos a seguir comparam o uso da palavra khap como classificador e substantivo, respectivamente.
- ca khap byryi hyn'bo. 'Dê quatro copos de chá.'
- khap goi' ni bai'ok. ' [Ele] quebrou dois copos.'

Na primeira frase, o classificador khap classifica o substantivo ca 'chá'. Na segunda frase, o classificador goi' classifica o substantivo khap.

### Verbos
Verbos são uma classe aberta em Atong. Eles denotam ações, processos, estados e qualidades. Os verbos em Atong são dividos em primários-A, primários-B, verbos secundários e verbos de fases, além de adjetivos.

#### Verbos e adjetivos
Os adjetivos em Atong são uma subclasse específica de verbos dividos em dois grupos: tipo 1 e tipo 2. Esses grupos serão discutidos na seção de adjetivos.

#### Modo e aspecto verbal
Em Atong, não há conjugação verbal. O tempo e a duração de uma ação são interpretados a partir dos sufixos e enclíticos na tabela abaixo:
| Modalidade                | Sufixo      |
| ------------------------- | ----------- |
| Factiva                   | -wa         |
| Futuro imperativo (certo) | -naka ~ -ka |
| Futuro (incerto)          | -ni         |
| Irreal                    | =chym       |
| Especulativo              | =khon       |

| Modalidade                | Atong                                                 | Português                                                     |
| ------------------------- | ----------------------------------------------------- | ------------------------------------------------------------- |
| Factiva                   | mai sa'wa iamkhucha.                                  | '[Eu] ainda não terminei de comer o arroz.'                   |
| Futuro imperativo (certo) | atong balangnaka?                                     | 'O que mais devo contar?'                                     |
| Futuro (incerto)          | ha'chyksang balchido "sal kolgryksa" noai myngnichym. | 'Quando você fala isso em Garo, se chamaria "vinte um dias."' |
| Irreal                    | mura tay'sa ganangchym.                               | 'Deveria ter um banco pequeno aqui.'                          |
| Especulativo              | nang'tymdo nukcawakhonai.                             | 'Talvez vocês [nem vejam] a águia.'                           |

Vale ressaltar que a modalidade factiva não é usada para adjetivos do tipo 2 ou predicativos nominais de orações principais.

##### Modalidade factiva
Essa modalidade, representada pelo sufixo -wa, é a mais comumente usada. A interpretação de verbos na modalidade factiva é influenciada pela polaridade. Em um predicado negado, a ação pode ser interpretada como no futuro ou no presente. O sufixo -ca indica negação.
- ningdo kawna man'cawa udo. 'Nós não poderemos atirar nessa [águia].'

Em um predicado que não é negado, a ação geralmente é interpretada no passado, embora também possa ser no presente, dependendo do contexto. Os exemplos a seguir mostram passado e presente, respectivamente.
- "bisang re'engwa na'a?" "turasang re'engwa." '"De onde você veio?" "Vim de Tura."' (Lit. '"De onde foi embora, oh você?" "Fui embora de Tura"')
- angmi bimung Samrat myngwa. 'Meu nome é Samrat.' (Lit. "Meu nome se chama Samrat.")

Caso seja interpretado como passado, é uma acão finalizada. Por isso, essa modalidade não pode ser usada com o sufixo -a, que indica ações cotidianas.
Quando é usado com adjetivos do tipo 1, o factivo serve para enfatizar a qualidade expressa pelo adjetivo.
- nang' bimang sylwa'ai. 'De fato, sua aparência é muito bonita.'

#### Reduplicação
Verbos podem ser reduplicados para servir como advérbios, como evidenciando pela palavra dyngdang 'sozinho' no exemplo abaixo.
- na'nangdyngdang dyngndang hapsan gylgylni. 'Nós dois vamos andar sozinhos em lugares diferentes.'

#### Primários-A
Essa categoria é a maior, pois compreende muitos tipos de verbos. São eles: verbos intransitivos, verbos de emoção e interação, verbos transitivos e verbos transitivos extendidos.
Verbos intransitivos não podem ter objetos, sejam esses diretos ou indiretos. Adjetivos do tipo 1 caem nessa categoria. Verbos de emoção e interação que expressam emoções positivas ainda não têm transitividade determinada. Os que expressam emoções negativas são transitivos. Verbos transitivos podem ter um objeto. Até agora, dois verbos transitivos extendidos foram descobertos, sendo esses o verbo meng- 'chamar algo de um nome' e no- 'chamar alguém de um nome".
O único verbo de ligação do Atong, dong' ~ dong -'ser' também está nessa categoria. Seu som é idêntico ao verbo intransitivo dong' ~ dong'- 'ser suficiente' e ao verbo intransitivo dong'- 'chegar'.
Atong também têm um verbo interrogativo atak- 'fazer o quê'. O exemplo abaixo ilustra uma conversa.
- "aiaw! angdo chykaidonga." "atakwa?" "te'ewmangmangsa tyiruwa na'a!" '"Ai! Eu estou com frio." "O que você fez?" "Eu tomei um acabei de tomar um banho, oh você!"'

Também há o único verbo demonstrativo, ytyk ~ityk 'fazer/ser desse jeito'.
- ytykaria, te'ewrawrawmi gawido. 'Elas fazem desse jeito, as meninas de hoje em dia.'

Verbos que denotam fenômenos naturais são uma classe fechada e pequena de verbos. Todos são intransitivos e os que podem ter sujeito tem apenas um sujeito possível. A tabela abaixo mostra todos os verbos e seus possíveis sujeitos.
| Verbo  | Verbo      | Sujeito | Sujeito   |
| Atong  | Português  | Atong   | Português |
| ------ | ---------- | ------- | --------- |
| balwa- | ventar     | balwa   | vento     |
| wal-   | anoitecer  | wal     | noite     |
| manap- | amanhecer  | manap   | manhã     |
| gasam- | entardecer | gasam   | tarde     |
| wa-    | chover     | -       | -         |

#### Primários-B e verbos secundários
Todos os verbos primários-B podem ter uma oração como sujeito ou complemento e a maioria tem orações dativas ou factivas como complemento. Verbos secundários têm que ter uma oração dativa como complemento.
O verbo no- 'dizer' participa em apenas duas construções. Ele pode ser usado para citar alguém, como no exemplo abaixo.
- ytykciba pherue "hm'm, kakai sa'arini nan'aw tay'nido" noaimyn balariano. 'Mas a raposa tendo dito: "Não, eu não vou só morder e comer você hoje" apenas falou, dizem.'

A segunda construção é o seu uso junto com uma oração dativa.
- kha'sinkalai ialkhalna noaymeng ga'dukdukciba, rakkhalai rakkhalai jalariokno. 'Tendo dito para [o cavalo] correr mais devagar, sempre que ele [o] cutucava com suas pernas, [ele] corria mais rápido, dizem.'

#### Verbos de fases
Esses verbos expressam o começo ou a conclusão de algo. Existem apenas 3, listados na tabela abaixo.
| Atong   | Português                     |
| ------- | ----------------------------- |
| iam-    | terminar, concluir, completar |
| machot- | terminar, concluir            |
| dang'-  | entrar em estado de           |

#### Pares lexicais intransitivo-transitivos
Existem vestígios de um sistema antigo de transitividade verbal em Atong, o que resulta em pares lexicais de verbos intransitivos e transitivos. Os verbos transitivos mostram reflexos do que provavelmente é o prefixo proto Tibeto-Birmandês *s-, que indica causa.
No sistema 1, que a maioria dos pares segue, os verbos transitivos derivam de verbos intransitivos com o prefixo /thə- ~ də/, em que o fonema /ə/ se torna a vogal da raiz. Existe um segundo sistema seguido por apenas um verbo. Nesse sistema, o prefixo *s- é refletido por dessonificar e aspirar a inicial do par dos verbos. A tabela a seguir mostra os pares de verbos e seus respectivos sistemas.
|         | Intransitivo   | Intransitivo                             | Transitivo       | Transitivo                          |
| Sistema | Atong          | Português                                | Atong            | Português                           |
| ------- | -------------- | ---------------------------------------- | ---------------- | ----------------------------------- |
| 1       | barat-         | estar envergonhado                       | thabarata        | envergonhar                         |
| 1       | bejaw-         | fazer cócegas                            | thebajaw-        | sentir cócegas                      |
| 1       | gal'-          | cair                                     | thagal'          | soltar                              |
| 1       | kung-          | estar represado em um círculo de pedras* | dukung-          | represar água um círculo de pedras* |
| 1       | myt-           | ser extinguido                           | thymyt-          | extinguir (fogo)                    |
| 1       | mimi-          | sorrir                                   | thimimi-         | fazer alguém sorrir                 |
| 1       | min-           | estar maduro                             | thimin-          | amadurecer (depois de ser colhido)  |
| 1       | nuk-           | ver                                      | thunuk-          | mostrar                             |
| 1       | sa-            | acordar                                  | thasa-           | acordar alguém                      |
| 1       | khyp- ~khup-   | se vestir, cobrir                        | dykhyp- ~dukhup- | vestir alguém                       |
| 1       | kyryng-        | fazer barulho                            | dykyryng-        | fazer barulho de propósito          |
| 1       | kyryi-         | ter medo                                 | dykyryi-         | ameaçar                             |
| 1       | thyi-          | morrer                                   | dythyi-          | matar (por razões cerimoniais)      |
| 1       | kirin-         | estar rasgado                            | dikirin-         | rasgar                              |
| 1       | phin-          | estar cheio                              | dikirin-         | encher                              |
| 1       | -sem registro- | -sem registro-                           | dypylyng-        | achatar                             |
| 2       | bay-           | quebrar                                  | phay'-           | quebrar, traduzir                   |

### Adjetivos
Adjetivos em Atong são uma subclasse de verbos. Existem dois tipos de adjetivos, classificados pelo Seino van Breugel. Os adjetivos do tipo 1 são uma subclasse de verbos intransitivos que indicam um estado ou qualidade, enquanto os adjetivos do tipo 2 têm características tanto verbais quanto nominais.
Verbos e adjetivos podem ser usados para expressar o comparativo (sufixo -khal) ou superlativo (sufixo -duga), como exemplificado abaixo:
- ge'theng angna daiai sa'khala. 'Ele come mais que eu.'
- ge'thengdo mai sa'dugaak. 'Ele comeu arroz demais.' (Lit. 'Ele arroz-comeu demais', 'arroz-comeu' sendo interpretado como um verbo.)

#### Adjetivos de tipo 1
Os adjetivos de tipo 1 podem ser distintos de outros verbos pelo efeito que o sufixo -ok ou -ak tem nesses verbos. Por exemplo, o verbo syl- 'bonito' com o sufixo se torna sylok 'muito bonito'. Por exemplo:
- golpho lekha catok. 'O livro de histórias ficou muito grosso.' ou 'O livro de histórias é muito grosso.'

Esses adjetivos também podem modificar verbos com o uso do enclítico adverbial =ai.

#### Adjetivos de tipo 2
Enquanto um adjetivo de tipo 1 precisa estar antes do sujeito da oração, os adjetivos de tipo 2 podem ocupar qualquer posição sem alterar seu sentido. Além disso, adjetivos de tipo 2 modificar verbos com ou sem o enclítico =ai, algo obrigatório para o tipo 1. O tipo 2 também pode usar a repetição para indicar características adverbiais.
- byrypai jywbo. 'Deite-se de barriga para baixo' (Lit. 'De-barriga-para-baixo deite-se', 'de-barriga-para-baixo' sendo interpretado como advérbio.)
- khasin khasin re'enbo. 'Ande devagar.'

### Sentença

#### Construções com foco
Atong tem algumas construções com foco para orações dependentes ou independentes (principais ou subordinadas). Em quase todas as construções, o predicado pode ter o verbo como núcleo, as exceções são orações apresentativas e orações interrogativas sem predicado. Todas as orações subordinadas têm que ter uma enclítica que denote seu tipo, enquanto orações principais podem, mas não precisam do enclítico. As construções abaixo são as principais construções do Atong.

##### Orações interrogativas
Atong possui três tipos de orações interrogativas: perguntas polares marcadas e não marcadas, perguntas de conteúdo e perguntas sem predicado, além da construção alternativa.
Perguntas de conteúdo sempre tem um interrogativo ou uma palavra de pergunta. Geralmente, os interrogativos aparecem na posição inicial da oração, como nos exemplos abaixo, mas a posição não é obrigatória.
- atong balangnaka? 'O que mais devo contar?'
- chang angna daigaba raia? 'Quem é um rei maior que eu?'

##### Perguntas sem predicado
Nessa construção, o foco da interrogação é marcado com o enclítico de foco =e. Não é possível determinar o núcleo do predicado nesse caso, já que os contituintes não podem ter os sufixos que substantivos têm quando são núcleo de outras contruções.
- bisangnasa nang'tyme? 'Para onde você [está indo], exatamente?'

##### Perguntas polares marcadas e não marcadas
Perguntas polares marcadas têm a estrutura quase idêntica à orações declarativas. A diferença entre essas construções é que o enclítico de pergunta =ma aparece no final da oração interrogativa, que indica dúvida, como mostra o exemplo abaixo.
- nang' songchi mai sa'ama? 'Comem arroz na sua vila?' ou 'Comem arroz no seu país?'

Perguntas polares não marcadas e orações declarativas não tem distinção formal, já que elas não são marcadas pelo enclítico =ma. O jeito de diferenciá-las é por contexto, pontuação ou entonação. Nos exemplos abaixo, a primeira é claramente uma pergunta enquanto a segunda só é uma pergunta no contexto certo.
- gawi thogiok? 'A menina [te] traiu?'
- ytykchiba morotdyrangbalwa jan'okkonte. 'Mas as pessoas dizem que é muito loge, com certeza.'

##### Construção interrogativa alternativa
Essa construção consiste da combinação de duas orações, em que a primeira tem o enclítico =ma e a segunda não tem.
- ranustaw nukama nukanca? 'Você viu o Ranus ou não?' (Lit. 'Você viu o Ranus ou não viu?')

#### Orações imperativas
Existem três variações de orações imperativas, dependendo do nível de formalidade ou educação. O imperativo só pode ser usado com a segunda pessoa do singular ou do plural. Orações imperativas não podem ser negadas pelo sufixo de negação -ca. Para indicar um imperativo negativo, se usam orações proibitivas.
Existem três níveis de formalidade para as orações imperativas, sendo esses: o imperativo neutro, o imperativo com =bo e o imperativo com -khu.

##### Imperativo neutro
Essa é a construção mais informal e mal-educada, já que é uma ordem. Por isso, ela é usada somente com pessoas próximas, principalmente filhos e crianças. A construção consiste da oração em sua forma mais básica, sem a necessidade de sufixos ou enclíticos.
- re'eng! 'Vá embora!'

##### Imperativo com=bo
O enclítico =bo marca a oração como imperativa. Essa construção é o ponto médio na escala de educação e formalidade. Ela pode ser usada em qualquer situação, e sua suavidade pode ser acentuada pela educação e tom de voz do emissor.
- mu'bo. cha chiniba co'oisa raboto. 'Sente-se. Vamos lá, dê um pouco de chá e açúcar.'
- nemai re'engboai. 'Vão com cuidado.'

##### Imperativo com-khu
O sufixo -khu em um verbo imperativo pode indicar um pedido, tornando essa construção a mais educada das três.
- baba, angna tangka ratianihyn'khu. 'Pai, me dê dois mil rupees, por favor.' (Rupee: moeda da Índia)

O sufixo também pode indicar a não-conclusão de uma ação, caso apareça depois do enclítico =bo.
- mai sa'khubo. 'Coma mais arroz.'

##### Proibitivo
O enclítico =bai pode ser usada junto com um verbo para negá-lo, como no exemplo abaixo.
- ytyknambai baba. 'Não faça desse jeito, filho.'

Também existe a palavra ta, que é usada com menos frequência. 
- ta ie nok dyngdang ham. 'Não construa essa casa sozinho.'

#### Orações declarativas
Orações declarativas são usadas para expressar fatos ou afirmações. Essas orações podem ter o enclítico =te ou o mirativo [en] =thai ~ =tyi ~ =syi ~ =si.
- baba ian. 'Isso [é] um coco.'
- cha'e dabakuntykyi ymon iang'iot takarioktyi. 'Para nossa surpresa, suas pernas eram protuberantes e finas como um palito de coco.'

### Classificadores
Em Atong, um numeral deve sempre ser precedido por um classificador. A função dos classificadores e limitar o possível escopo do numeral. O exemplo abaixo mostra o uso de um classificador, especificamente o classificador mang, usado para animais.
- ketketa buraci kyi' mang sa ganangno. 'Dizem que Ketketa Bura tem um cachorro.'

O classificador tem que estar junto do numeral, sempre o antecedendo. No entanto, o substantivo pode aparecer antes ou depois deles. No exemplo acima, o substantivo está antes do classificador e do numeral. O exemplo abaixo mostra a outra construção possível, sem alteração no significado.
- ketketa buraci mang sa kyi' ganangno. 'Dizem que Ketketa Bura tem um cachorro.'

## Vocabulário
A lista de Swadesh é uma lista de palavras que representam conceitos teoricamente universais. A tabela abaixo mostra a lista de Swadesh de 207 palavras em português e Atong.
| Nº   | Português | Atong                                                                      | Nº                                                                         | Português                                                                  | Atong                                                                      | Nº                                                                         | Português                                                                  | Atong                                                                      |
| ---- | --------- | -------------------------------------------------------------------------- | -------------------------------------------------------------------------- | -------------------------------------------------------------------------- | -------------------------------------------------------------------------- | -------------------------------------------------------------------------- | -------------------------------------------------------------------------- | -------------------------------------------------------------------------- |
| 1    | eu        | ang ~ anga                                                                 | 70                                                                         | pena                                                                       | basu                                                                       | 139                                                                        | contar                                                                     | khi-                                                                       |
| 2    | você      | nang' ~ na'a                                                               | 71                                                                         | cabelo                                                                     | chachura                                                                   | 140                                                                        | falar                                                                      | ol-                                                                        |
| 3    | ele/ela   | ge'theng ~ de'theng                                                        | 72                                                                         | cabeça                                                                     | dykym                                                                      | 141                                                                        | cantar                                                                     | ryng'-                                                                     |
| 4    | nós       | na'nang (PPI) ning ~ ninga (PPE)                                           | 73                                                                         | orelha                                                                     | nakhal                                                                     | 142                                                                        | brincar                                                                    | khele-                                                                     |
| 5    | vocês     | nang'tym                                                                   | 74                                                                         | olho                                                                       | myrkren                                                                    | 143                                                                        | flutuar                                                                    | chaw'-                                                                     |
| 6    | eles/elas | ge'thengtheng, itym, utym ~ ytyim                                          | 75                                                                         | nariz                                                                      | nakhung                                                                    | 144                                                                        | fluir                                                                      | ban-                                                                       |
| 7    | isto      | u                                                                          | 76                                                                         | boca                                                                       | khu'chuck                                                                  | 145                                                                        | congelar                                                                   | --                                                                         |
| 8    | aquilo    | ඒ (ē)                                                                      | 77                                                                         | dente                                                                      | khaw                                                                       | 146                                                                        | inchar                                                                     | gangphu                                                                    |
| 9    | aqui      | ichi                                                                       | 78                                                                         | língua                                                                     | thylapak ~ thylampak                                                       | 147                                                                        | sol                                                                        | rangsan                                                                    |
| 10   | aí        | u                                                                          | 79                                                                         | unha (mão)                                                                 | chaksikhol                                                                 | 148                                                                        | lua                                                                        | chang'ai                                                                   |
| 11   | quem      | chang                                                                      | 80                                                                         | pé                                                                         | cha'                                                                       | 149                                                                        | estrela                                                                    | aski ~ askhui ~ askui                                                      |
| 12   | o quê     | atong                                                                      | 81                                                                         | perna                                                                      | cha'                                                                       | 150                                                                        | água                                                                       | tyi                                                                        |
| 13   | onde      | bie                                                                        | 82                                                                         | joelho                                                                     | cha'kyw ~ cha'ku                                                           | 151                                                                        | chuva                                                                      | rang-                                                                      |
| 14   | quando    | biba                                                                       | 83                                                                         | mão                                                                        | chak                                                                       | 152                                                                        | rio                                                                        | tyikhal                                                                    |
| 15   | como      | atongtekey                                                                 | 84                                                                         | asa                                                                        | karang                                                                     | 153                                                                        | lago                                                                       | --                                                                         |
| 16   | não       | hm'm                                                                       | 85                                                                         | barriga                                                                    | pipuk                                                                      | 154                                                                        | mar                                                                        | sagal                                                                      |
| 17   | tudo      | gumuk                                                                      | 86                                                                         | estômago                                                                   | pipuk                                                                      | 155                                                                        | sal                                                                        | sym                                                                        |
| 18   | muitos    | pang'-                                                                     | 87                                                                         | pescoço                                                                    | tokthining ~ tokthynyng                                                    | 156                                                                        | pedra                                                                      | rong'                                                                      |
| 19   | alguns    | baidam (para pessoas)                                                      | 88                                                                         | costas                                                                     | kymkha                                                                     | 157                                                                        | areia                                                                      | ha'bykung                                                                  |
| 20   | poucos    | cho'sa ~ choi'sa                                                           | 89                                                                         | seio                                                                       | kha'phak                                                                   | 158                                                                        | pó                                                                         | busi                                                                       |
| 21   | outro(s)  | abun                                                                       | 90                                                                         | coração                                                                    | kha'thong                                                                  | 159                                                                        | terra                                                                      | moila                                                                      |
| 22   | um        | (rong) sa                                                                  | 91                                                                         | fígado                                                                     | bi'thyn ~ pithyn                                                           | 160                                                                        | nuvem                                                                      | rangbrym                                                                   |
| 23   | dois      | (rong) ni                                                                  | 92                                                                         | beber                                                                      | ryng-                                                                      | 161                                                                        | neblina                                                                    | sang-                                                                      |
| 24   | três      | (rong) tham                                                                | 93                                                                         | comer                                                                      | sa'-                                                                       | 162                                                                        | céu                                                                        | rangra                                                                     |
| 25   | quatro    | byryi                                                                      | 94                                                                         | morder                                                                     | wang-                                                                      | 163                                                                        | vento                                                                      | balwa-                                                                     |
| 26   | cinco     | banga                                                                      | 95                                                                         | chupar                                                                     | hup-                                                                       | 164                                                                        | neve                                                                       | siri ~ suri                                                                |
| 27   | grande    | cung                                                                       | 96                                                                         | cuspir                                                                     | khu'tyisot                                                                 | 165                                                                        | gelo                                                                       | syltyi                                                                     |
| 28   | longo     | raw'-                                                                      | 97                                                                         | vomitar                                                                    | chisat-                                                                    | 166                                                                        | fumaça                                                                     | wal'khu                                                                    |
| 29   | largo     | --                                                                         | 98                                                                         | soprar                                                                     | haphu-                                                                     | 167                                                                        | fogo                                                                       | wal'                                                                       |
| 30   | espesso   | chat-                                                                      | 99                                                                         | respirar                                                                   | rang'set-                                                                  | 168                                                                        | cinzas                                                                     | thapyra                                                                    |
| 31   | pesado    | cherym- ~ chyrym-                                                          | 100                                                                        | rir                                                                        | mimi-                                                                      | 169                                                                        | queimar                                                                    | chyng'-                                                                    |
| 32   | pequeno   | myl-                                                                       | 101                                                                        | ver                                                                        | nuk-                                                                       | 170                                                                        | estrada                                                                    | ram                                                                        |
| 33   | curto     | sung'-                                                                     | 102                                                                        | ouvir                                                                      | na-                                                                        | 171                                                                        | montanha                                                                   | ha'byri                                                                    |
| 34   | raso      | --                                                                         | 103                                                                        | saber                                                                      | tyng-                                                                      | 172                                                                        | vermelho                                                                   | pisak                                                                      |
| 35   | fino      | kan'jot                                                                    | 104                                                                        | pensar                                                                     | chanchi                                                                    | 173                                                                        | verde                                                                      | khengchek                                                                  |
| 36   | mulher    | gawi                                                                       | 105                                                                        | cheirar                                                                    | sip-                                                                       | 174                                                                        | amarelo                                                                    | rymyt                                                                      |
| 37   | homem     | morot                                                                      | 106                                                                        | ter medo                                                                   | kyryi-                                                                     | 175                                                                        | branco                                                                     | pibok                                                                      |
| 38   | humano    | morot                                                                      | 107                                                                        | dormir                                                                     | jyw-                                                                       | 176                                                                        | preto                                                                      | pinak                                                                      |
| 39   | criança   | sa'girai                                                                   | 108                                                                        | viver                                                                      | kheng-                                                                     | 177                                                                        | noite                                                                      | wal                                                                        |
| 40   | esposa    | gawigaba                                                                   | 109                                                                        | morrer                                                                     | thyi-                                                                      | 178                                                                        | dia                                                                        | san                                                                        |
| 41   | marido    | biphagaba                                                                  | 110                                                                        | matar                                                                      | so'ot                                                                      | 179                                                                        | ano                                                                        | bylsi                                                                      |
| 42   | mãe       | jyw                                                                        | 111                                                                        | lutar                                                                      | takruk-                                                                    | 180                                                                        | morno                                                                      | tung'-                                                                     |
| 43   | pai       | wa                                                                         | 112                                                                        | caçar                                                                      | --                                                                         | 181                                                                        | frio                                                                       | chyk- ~ chek-                                                              |
| 44   | animal    | mat                                                                        | 113                                                                        | golpear                                                                    | tap-                                                                       | 182                                                                        | cheio                                                                      | okha                                                                       |
| 45   | peixe     | na'                                                                        | 114                                                                        | cortar                                                                     | gadak-                                                                     | 183                                                                        | novo                                                                       | pidan                                                                      |
| 46   | pássaro   | taw'                                                                       | 115                                                                        | separar                                                                    | ek-                                                                        | 184                                                                        | velho                                                                      | picham                                                                     |
| 47   | cachorro  | kyi                                                                        | 116                                                                        | apunhalar                                                                  | sat-                                                                       | 185                                                                        | bom                                                                        | nem-                                                                       |
| 48   | piolho    | chong                                                                      | 117                                                                        | coçar                                                                      | sik-                                                                       | 186                                                                        | ruim                                                                       | nemca                                                                      |
| 49   | cobra     | dypyw                                                                      | 118                                                                        | cavar                                                                      | saw-                                                                       | 187                                                                        | estragado                                                                  | gusum-                                                                     |
| 50   | minhoca   | khansyrui                                                                  | 119                                                                        | nadar                                                                      | hung-                                                                      | 188                                                                        | sujo                                                                       | --                                                                         |
| 51   | árvore    | pan                                                                        | 120                                                                        | voar                                                                       | pyw                                                                        | 189                                                                        | reto                                                                       | sorong                                                                     |
| 52   | floresta  | rijap                                                                      | 121                                                                        | andar                                                                      | re'eng                                                                     | 190                                                                        | redondo                                                                    | rong                                                                       |
| 53   | graveto   | kun'                                                                       | 122                                                                        | vir                                                                        | rai'a                                                                      | 191                                                                        | afiado                                                                     | bu-                                                                        |
| 54   | fruta     | thai'                                                                      | 123                                                                        | deitar                                                                     | jyw-                                                                       | 192                                                                        | achatado                                                                   | pa'-                                                                       |
| 55   | semente   | karan                                                                      | 124                                                                        | sentar                                                                     | mu'-                                                                       | 193                                                                        | suave                                                                      | nom'-                                                                      |
| 56   | folha     | panchak                                                                    | 125                                                                        | ficar de pé                                                                | chap-                                                                      | 194                                                                        | molhado                                                                    | tyisi                                                                      |
| 57   | raiz      | cha'dyl                                                                    | 126                                                                        | virar                                                                      | chuduk- ~ chyduk                                                           | 195                                                                        | seco                                                                       | ran'-                                                                      |
| 58   | tronco    | ja'pang                                                                    | 127                                                                        | cair                                                                       | da'rat-                                                                    | 196                                                                        | correto                                                                    | thik dong'- ~ dong-                                                        |
| 59   | flor      | pal                                                                        | 128                                                                        | dar                                                                        | hyn'-                                                                      | 197                                                                        | próximo                                                                    | nek-                                                                       |
| 60   | grama     | sam                                                                        | 129                                                                        | segurar                                                                    | dyri- ~ diri-                                                              | 198                                                                        | distante                                                                   | jan'-                                                                      |
| 61   | corda     | kara                                                                       | 130                                                                        | apertar                                                                    | --                                                                         | 199                                                                        | direita                                                                    | iagysi                                                                     |
| 62   | pele      | khol                                                                       | 131                                                                        | esfregar                                                                   | nat-                                                                       | 200                                                                        | esquerda                                                                   | iagara                                                                     |
| 63   | carne     | randay                                                                     | 132                                                                        | lavar                                                                      | suset- ~ susut- ~ susyt-                                                   | 201                                                                        | em                                                                         | --                                                                         |
| 64   | sangue    | thyi'                                                                      | 133                                                                        | limpar                                                                     | nat-                                                                       | 202                                                                        | dentro de                                                                  | nyng'                                                                      |
| 65   | osso      | kyryng                                                                     | 134                                                                        | puxar                                                                      | taia-                                                                      | 203                                                                        | com                                                                        | --                                                                         |
| 66   | gordura   | bytym                                                                      | 135                                                                        | empurrar                                                                   | syk-                                                                       | 204                                                                        | e                                                                          | dong'- ~ dong-                                                             |
| 67   | ovo       | tyi'                                                                       | 136                                                                        | jogar                                                                      | rat-                                                                       | 205                                                                        | se                                                                         | (modalidade de futuro incerto)                                             |
| 68   | chifre    | khorong                                                                    | 137                                                                        | amarrar                                                                    | tek-                                                                       | 206                                                                        | porque                                                                     | atong ~ atongmai'na                                                        |
| 69   | cauda     | di'mai                                                                     | 138                                                                        | costurar                                                                   | --                                                                         | 207                                                                        | nome                                                                       | bimung ~ bimyng                                                            |
| Nota | Nota      | Uma cédula com -- significa que não foi encontrado registro dessa palavra. | Uma cédula com -- significa que não foi encontrado registro dessa palavra. | Uma cédula com -- significa que não foi encontrado registro dessa palavra. | Uma cédula com -- significa que não foi encontrado registro dessa palavra. | Uma cédula com -- significa que não foi encontrado registro dessa palavra. | Uma cédula com -- significa que não foi encontrado registro dessa palavra. | Uma cédula com -- significa que não foi encontrado registro dessa palavra. |

O Atong possui números cardinais decimais (com base 10) e vigesimais (com base 20). Eles estão listados nas duas tabelas abaixo.
| Número | Atong       | Número | Atong                     | Número   | Atong                    |
| ------ | ----------- | ------ | ------------------------- | -------- | ------------------------ |
| 0      | iero        | 14     | ci byri                   | 80       | sot cyt                  |
| 1      | (rong) sa   | 15     | ca ranga ~ ci banga       | 90       | sot sykhu                |
| 2      | (rong) ni   | 16     | ci dok                    | 100      | raja sa                  |
| 3      | (rong) tham | 17     | ci sene ~ci seni          | 101      | raja sa rong sa          |
| 4      | byryi       | 18     | ci cat                    | 102      | raja sa rong ni          |
| 5      | banga       | 19     | ci sykhu                  | 103      | raja sa rong tham        |
| 6      | korok       | 20     | kholgyk ~ kholgryk ~ khol | 120      | raja sa kholgryk         |
| 7      | sene        | 21     | khole rong sa             | 150      | raja sa sot bonga        |
| 8      | catgyk      | 25     | khole rong banga          | 200      | raja ni                  |
| 9      | cykhyw      | 30     | khola ci                  | 10.000   | hajal ~ hajar sa         |
| 10     | cyigyk      | 40     | sot byri                  | 2.000    | hajal ni                 |
| 11     | cit sa      | 50     | sot bonga                 | 20.000   | hajal kholgryk           |
| 12     | ci ni       | 60     | sotok ~ sotdok ~ sodok    | 1 milhão | lak sa                   |
| 13     | ci tham     | 70     | sot sene ~ sot syni       | 100.203  | lak sa raja ni rong tham |

| Número | Atong       | Número | Atong                     | Número   | Atong                    |
| ------ | ----------- | ------ | ------------------------- | -------- | ------------------------ |
| 0      | iero        | 14     | ci byri                   | 80       | rum' byryi               |
| 1      | (rong) sa   | 15     | ca ranga ~ ci banga       | 90       | rum' byryi ciygyk        |
| 2      | (rong) ni   | 16     | ci dok                    | 100      | raja sa                  |
| 3      | (rong) tham | 17     | ci sene ~ci seni          | 101      | raja sa rong sa          |
| 4      | byryi       | 18     | ci cat                    | 102      | raja sa rong ni          |
| 5      | banga       | 19     | ci sykhu                  | 103      | raja sa rong tham        |
| 6      | korok       | 20     | kholgyk ~ kholgryk ~ khol | 120      | raja sa kholgryk         |
| 7      | sene        | 21     | khole rong sa             | 150      | raja sa rum' ni cyigyk   |
| 8      | catgyk      | 25     | khole rong banga          | 200      | raja ni                  |
| 9      | cykhyw      | 30     | khola ci                  | 10.000   | hajal ~ hajar sa         |
| 10     | cyigyk      | 40     | rum' ni                   | 2.000    | hajal ni                 |
| 11     | cit sa      | 50     | rum' ni cyigyk            | 20.000   | hajal kholgryk           |
| 12     | ci ni       | 60     | rum tham                  | 1 milhão | lak sa                   |
| 13     | ci tham     | 70     | rum' tham cyigyk          | 100.203  | lak sa raja ni rong tham |

| Atong (alfabeto latino)        | Português                           |
| ------------------------------ | ----------------------------------- |
| Nang• jama / chola bykphyl.    | sua camisa está pra dentro.         |
| Na•a angna tangka hyn•chawama? | você poderia me dar algum dinheiro? |
| Ningba ytykyi takwa ga•nima?   | seria bom se fizéssemos assim?      |

## Ligaçoes externas
- «Léxico básico de Atong na Global Lexicostatistical Database» (em inglês)
- Canal do linguista Seino van Breugel no YouTube
- Atong-English Dictionary
- Atongmorot Balgaba Golpho
- Atong Spelling Guide
- Atong em Omniglot.com
- Atong em Ethnologue
- Atong em Academia.edu

]